# Kari Traa
Kari Traa, född 28 januari 1974 i Voss, är en norsk freestyleåkare som tog silver i puckelpist i OS i Turin och guld i samma disciplin under OS i Salt Lake City.
Kari Traa gjorde kort före Vinter-OS i Salt Lake City 2002 ett utvik i norska sport- och modemagasinet Ultra Sport. Hon har också valts till Norges sexigaste kvinna.
Hon har efter sin karriär, från 2002, designat sportkläder för kvinnor, under varumärket Kari Traa (KT).
2006 släppte Traa sin självbiografi Kari.